# Serral de la Bullida
El Serral de la Bullida és una muntanya de 700 metres que es troba entre els municipis de la Llacuna i Orpí, a la comarca de l'Anoia.